# Pyrestes nigrosuturalis
Pyrestes nigrosuturalis là một loài bọ cánh cứng trong họ Cerambycidae.